# Same (Timor oriental)
Same est une ville du Timor oriental et le chef-lieu du district de Manufahi. Elle est située à 48 km au sud de Dili, la capitale, et à 21 km de la côte de la mer de Timor. Sa population s'élève à 2 100 habitants en 2000.
À l'époque de la colonisation portugaise, l'actuel district de Manufahi s'appelait district de Same. Située dans la partie montagneuse de Timor, Same a développé une activité touristique.

## Personnalités
- Adérito Hugo da Costa (pt), homme politique et journaliste
- Isabel da Costa Ferreira (1974-2023) juriste et femme politique est née à Same